# Сеанс в 16:30
«Сеанс в 16:30» или «Фильм в 16:30» (англ. The 4:30 Movie) — художественный фильм 2024 года американского режиссёра Кевина Смита с Остином Зажуром, Николасом Чирилло, Ридом Нортрупом и Сиеной Агудонг.

## Сюжет
Действие фильма происходит летом 1986 года. Главные герои — трое 16-летних друзей, которые по субботам пробираются в кинотеатры, чтобы смотреть фильмы. Однажды один из героев приводит с собой на сеанс девушку, и это всё меняет.
По словам Смита, сценарий отчасти автобиографичен.

## В ролях
- Остин Зажур — Брайан Дэвид
- Николас Чирилло — Бёрни
- Рид Нортруп — Белли
- Сиена Агудонг — Мелоди Барнегат
- Джастин Лонг — Стэнк
- Джейсон Ли — папа Брайана
- Кейт Микуччи — мама Мелоди
- Генезис Родригес — билетёрша
- Дидрих Бадер — Дамокл
- Кен Джонг — менеджер Майк
- Рейчел Дрэтч — мама Брайана
- Сэм Ричардсон — Майор Мёрдер
- Адам Палли — эмо-билетёр
- Харли Квинн Смит — сестра Шугар Уоллс
- Method Man — Куки
- Бетти Эберлин — миссис Би
- Logic — Астро Бластер
- Эвелин Джовине — Джессика Корт
- Брайан О’Хэллоран — отец Хикс
- Джефф Андерсон — папа в очереди
- Розарио Доусон — тётя Конни
- Аарон Шуф — ребёнок в очереди
- Джейсон Мьюз — Джон
- Джейсон Биггс — рабочий-строитель

## Производство и релиз
Кевин Смит снял очередной фильм в 2023 году, во время масштабной голливудской забастовки актёров и сценаристов. Он получил от профсоюза разрешение на съёмки, которое могло выдаваться малобюджетным авторским проектам на определённых условиях. Картину снимали в Нью-Джерси, главным образом в кинотеатре Smodcastle Cinemas, который принадлежит Смиту.
Выход фильма в прокат был запланирован на лето 2024 года, в итоге релиз начался 13 сентября.